# دانی کلانگ
دانی کلانگ (انگلیسی: Donnie Klang؛ زادهٔ ۲۳ ژانویهٔ ۱۹۸۵) یک موسیقی‌دان اهل ایالات متحده آمریکا است. وی از سال ۲۰۰۷ میلادی تاکنون مشغول فعالیت بوده‌است.